# Safe, Sane and Consensual
SSC, sigla inglese di Safe, Sane and Consensual, ovvero, in italiano, "sicuro, sano e consensuale", è una terminologia a cui fa riferimento una parte della comunità BDSM per identificare la cornice minima di sicurezza entro cui dovrebbero svolgersi le attività loro proprie; in particolare essa identifica una responsabilità ben precisa che il cosiddetto "Dom" assume nei confronti della persona a lui/lei sottomessa ("Sub").
In particolare:
- Sano: questo termine sta a indicare la necessità di salvaguardare l'integrità fisica e psicologica di tutti i partecipanti.
- Sicuro: ovvero le attività devono svolgersi in sicurezza, essendo state osservate tutte le cautele a scopo di prevenire ogni tipo di danno non volontario.
- Consensuale: ovvero deve essere concordato preventivamente, fra i partecipanti, lo scopo dell'attività o la forma della relazione e i limiti entro cui queste devono svolgersi, e deve essere assicurato in ogni momento il diritto, per i partecipanti, di ritirare il proprio consenso anche senza fornire ulteriori spiegazioni.

Quest'ultimo è sicuramente il punto più delicato: in una scena BDSM, infatti, la netta distinzione di ruoli fra persona attiva o dominante e persona passiva o sottomessa, comporta, necessariamente, una sorta di affidamento da parte di quest'ultima, che non può comportare sempre una preventiva e dettagliata contrattazione di ogni attività svolta. 
È per questo che alcune comunità BDSM hanno preferito alla fraseologia SSC l'acronimo RACK (Risk Aware Consensual Kink), ovvero un consenso informato e consapevole dei rischi propri di chi svolge attività sessuali di tipo alternativo.